# Morsalines
Morsalines is een plaats en voormalige gemeente in het Franse departement Manche (regio Normandië) en telt 219 inwoners (2005). De plaats maakt deel uit van het arrondissement Cherbourg

## Geschiedenis
Morsalines maakte deel uit van het kanton Quettehou tot dit op 22 maart 2015 werd opgeheven en de gemeenten werden opgenomen in het kanton Val-de-Saire. Op 1 januari 2019 werd Morsalines opgenomen in de buurgemeente Quettehou, die daarmee de status van commune nouvelle kreeg. Morsalines kreeg de status van commune déléguée maar deze werd op 25 mei 2020 al weer opgeheven.

## Geografie
De oppervlakte van Morsalines bedraagt 3,7 km², de bevolkingsdichtheid is 59,2 inwoners per km².
De onderstaande kaart toont de ligging van Morsalines met de belangrijkste infrastructuur en aangrenzende gemeenten.

## Demografie
Onderstaande figuur toont het verloop van het inwonertal.